# Rifugio Monte Bianco
Il rifugio Monte Bianco è situato in val Veny a 1.700 m s.l.m. nel massiccio del Monte Bianco presso la località  "la Fodze" nel comune di Courmayeur.

## Storia
È stato realizzato nel 1952 e più volte ampliato e restaurato. L'ultimo intervento risale al 2003.

## Caratteristiche ed informazioni
La struttura è realizzata in muratura. È condotto da un gestore di rifugio ed è dotato sia di acqua corrente che di elettricità. Svolge inoltre funzione di albergo.

## Accessi
Il rifugio è raggiungibile sia in auto dalla strada che sale in val Veny, sia a piedi come passeggiata.

## Ascensioni ed escursioni
- Monte Chétif - m. 2.343
- Col Chécrouit - m. 1.956
- Pré de Pascal - m. 1.912